# Голобородько Сергій Анатолійович
Сергій Анатолійович Голобородько (5 лютого 1957, Потсдам, ФРН) — радянський і український хірург, що спеціалізується в області хірургії кисті, кандидат медичних наук, доцент, лікар вищої категорії.

## Біографія
Народився 5 лютого 1957 року у місті Потсдам, ФРН.
У 1974 році закінчив середню школу № 9 в місті Кутаїсі (Грузія).
У 1980 році з відзнакою закінчив Харківський медичний інститут.
З 1980 по 1988 рік — молодший науковий співробітник Харківського науково-дослідного інституту ортопедії та травматології ім. М.І.Ситенка. 
У 1987 році захистив дисертацію на здобуття наукового ступеня кандидата медичних наук на тему: «Хірургічне лікування посттравматичних деформацій кисті при порушенні іннервації її власних м'язів» під науковим керівництвом доктора медичних наук Михайла Володимировича Андрусона.
З 1988 по 1990 рік — старший науковий співробітник ХНДІВТ ім. М. І. Сітенка. 
З 1990 по 2005 рік — асистент кафедри травматології та вертебрології Харківської медичної Академії післядипломної освіти. 
З 1988 по 1990 рік — науковий керівник відділення хірургії кисті 3-ї міської лікарні м. Харків.
У 1993 та 1995 роках отримав освітній грант з навчанням у Hand Rehabilitation Center (Філадельфія, США).
З 1996 по 2004 рік — керівник обласного Центру реконструктивної хірургії кисті харківської обласної клінічної травматологічної лікарні.
З 2005 по 2007 рік — доцент кафедри травматології та вертебрології Харківської медичної Академії післядипломної освіти. З 2007 року до сьогодні — доцент кафедри комбустіології, пластичної та реконструктивної хірургії Харківської медичної Академії післядипломної освіти.

## Досягнення у науці
Отримав 8 авторських свідоцтв СРСР на винаходи. Опублікував більше 100 друкованих праць у провідних в тому числі американських, європейських та азійських наукових журналах: "The Journal of Hand Surgery", "Journal of Hand Therapy", "Revista Mexicana de Ortopedia y Traumatologia", "Medico Interamericano", "Indian Journal of Orthopaedics", "Scandinavian Journal of Plastic and Reconstructive Surgery and Hand Surgery", "The Journal of Hand Surgery (Asian-Pacific Volume)".
За досягнення в медичній науці та практичній діяльності автобіографія С.А.Голобородька, починаючи з 1999 року, включається до біографічних енциклопедій: "Who's Who in Medicine and Healthcare", "Who's Who in Science and Engineering", "Who's Who in the (USA); "One Thousand Great Scientists", "Outstanding Scientists of the 21st Century", "2000 Outstanding Intellectuals of the 21st Century".
Є автором нового клінічного провокаційного тесту для діагностики синдрому зап'ястного каналу.